# Июльские дни
Июльские дни (июльское восстание, июльский кризис) — антиправительственные выступления 3—5 (16—18) июля 1917 года в Петрограде, последовавшие за военным поражением на фронте и правительственным кризисом (уходом из правительства министров-кадетов из-за уступок, допущенных правительственной делегацией в переговорах с Центральной радой). Июльские события нарушили неустойчивое равновесие сил между Временным правительством и Петросоветом («двоевластие»).
Волнения, начавшиеся со стихийных выступлений солдат 1-го Пулемётного полка, рабочих петроградских заводов, кронштадтских матросов под лозунгами немедленной отставки Временного правительства и передачи власти Советам, проходили при непосредственном участии анархистов и части большевиков. Левый экстремизм вызвал отпор правых сил. В итоге демонстрация 3-4 июля закончилась кровопролитием. Июльские события привели к травле большевиков со стороны властей, выдвинувших версию о причастности Ленина к шпионажу в пользу Германии. Убедительных доказательств шпионской деятельности Ленина, однако, так и не было предъявлено, и даже бегство Ленина и Зиновьева из Петрограда и их переход на нелегальное положение не повлияли серьёзно на отношение народа к большевикам.
Исследователи расходятся в своих оценках июльских событий 1917 года и той роли, которую в них сыграло большевистское руководство.

## Предыстория
Во время Февральской революции три батальона Первого Пулемётного полка самовольно перебазировались из Ораниенбаума в Петроград, привлечённые решением о невыводе частей Петроградского гарнизона на фронт.

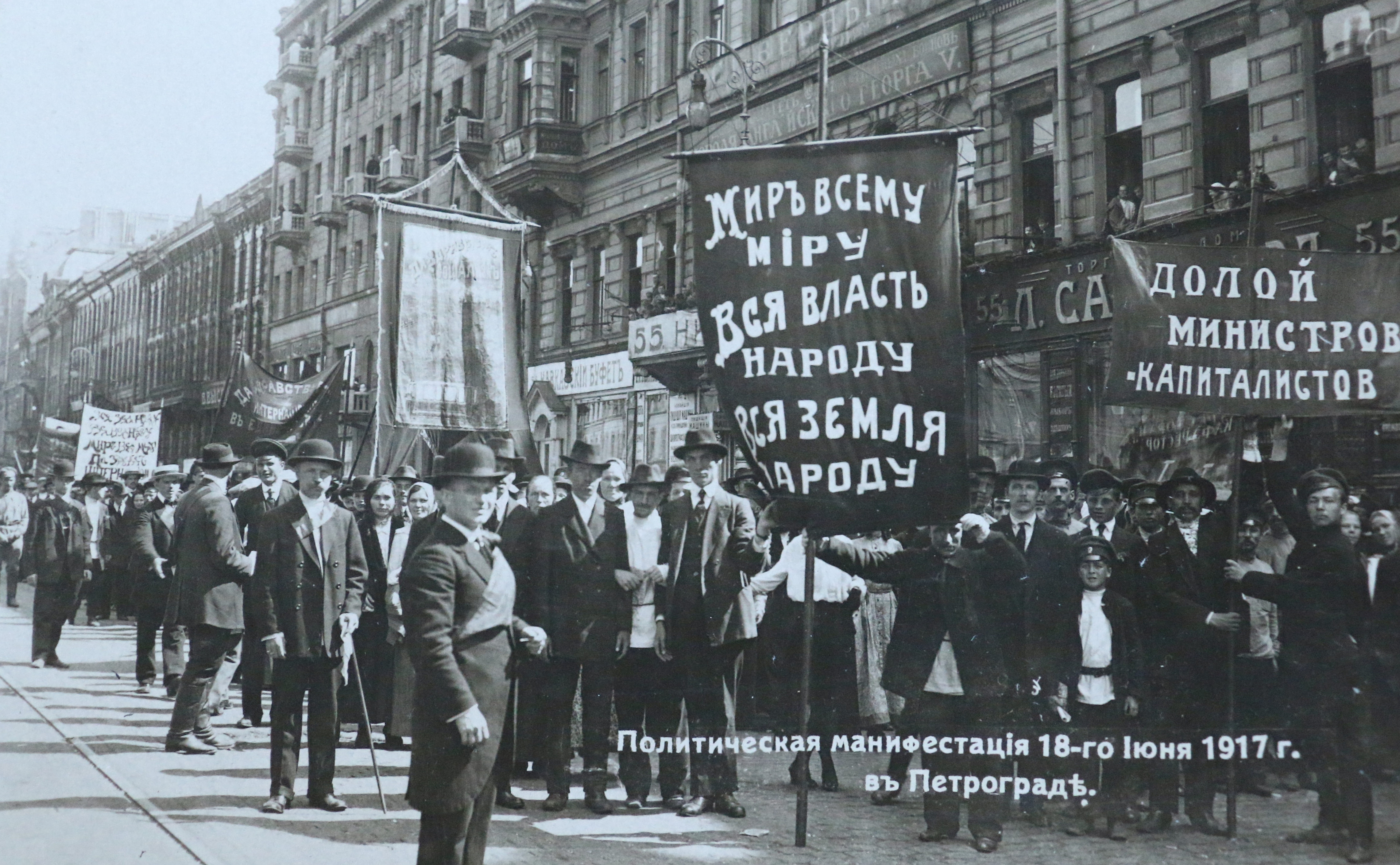
Демонстрация 18 июня 1917 года на Невском проспекте в Петрограде.

В начале апреля 1917 года в Россию из эмиграции вернулся лидер партии большевиков В. И. Ленин, который сразу же представил своим соратникам по партии так называемые «Апрельские тезисы» — программу действий большевистской партии по переходу от буржуазно-демократической революции к революции пролетарской, предусматривавшую, в частности, переход всей власти в руки Советов и отказ от поддержки Временного правительства. 14 (27) апреля 1917 Петроградская общегородская конференция большевиков одобрила тезисы Ленина.
Уже в ходе апрельского правительственного кризиса (20-21 апреля) часть рабочих Петрограда вышла на антиправительственную демонстрацию под большевистскими лозунгами. Несмотря на призывы меньшевистско-эсеровского Исполкома Петросовета воздержаться от каких-либо действий до принятия Петросоветом решения по поводу возникшего кризиса, 21 апреля (4 мая) 1917 на улицах столицы в ходе демонстраций произошло столкновение между противниками Временного правительства и его сторонниками, в результате чего три человека были убиты. Исполком Петросовета объявил большевистских демонстрантов «изменниками дела революции», однако 22 апреля (5 мая) 1917 ЦК РСДРП(б) открестился от причастности к произошедшим беспорядкам.
По заявлению Ленина, сделанному на VII Всероссийской (Апрельской) конференции РСДРП(б) 24-29 апреля, «Мы желали произвести только мирную разведку сил неприятеля, но не давать сражения, а ПК [Петроградский комитет] взял чуточку левее, что в данном случае есть, конечно, чрезвычайное преступление». «Апрельские тезисы» были положены в основу политики всей партии. Эта политика, однако, вызвала резкое неприятие как либеральных кругов, так и меньшевиков, которые развернули против неё активную борьбу.
Сильное беспокойство Временного правительства вызывала также Кронштадтская военно-морская база, находившаяся под влиянием большевиков и анархистов. Кронштадтский совет уже с 12 (25) мая 1917 фактически стал единственной властью в этом городе. Важную роль в переходе кронштадтских матросов на сторону большевиков сыграли заместитель председателя Кронштадтского совета Ф. Ф. Раскольников и С. Г. Рошаль, а также командир Первого пулемётного полка А. Я. Семашко.
В июне положение большевиков всё ещё оставалось непрочным: на Первом Всероссийском съезде рабочих и солдатских депутатов, открывшимся 3(16) июня и имевшим в основном эсеро-меньшевистский состав, делегаты съезда отвергли все предложенные большевиками проекты резолюций, поддержав Временное правительство и его внешнюю политику, за что были названы Лениным «соглашателями». Выступая на съезде, В. И. Ленин в ответ на заявление меньшевика И. Г. Церетели о том, что в России нет политической партии, которая была бы готова взять власть в свои руки, сказал: «Я отвечаю: „есть! Ни одна партия от этого отказываться не может и наша партия от этого не отказывается: каждую минуту она готова взять власть целиком“».
7 (20) июня 1917 провалилась попытка выселения властями штаба анархистов с бывшей дачи Дурново (см. Конфликт из-за дачи Дурново). Так как в здании располагались, помимо анархистов, несколько общественных организаций, а сад при даче использовался рабочими Выборгской стороны как парк, действия властей на следующий день вызвали массовые забастовки. Распространились слухи о том, что Временное правительство якобы вызывает с фронта 20 тыс. казаков в качестве карательной экспедиции.
8 (21) июня 1917 ЦК и ПК РСДРП (б) объявили о намерении провести 10 (23) июня 1917 мирную демонстрацию в поддержку требований бастующих рабочих. На другой день, однако, под давлением эсеро-меньшевистского большинства Съезда Советов, обвинившего большевиков в организации «военного заговора», ЦК РСДРП (б), не желая противопоставлять себя съезду, отменил свою демонстрацию. 12 (25) июня 1917 власти безуспешно попытались выселить уже самих большевиков из занимаемого ими особняка Кшесинской.
К середине июня обстановка в Петрограде сильно накалилась в связи недавними действиями правительства.
С началом июньского наступления Ставка приказала Первому Пулемётному полку отправить на фронт сразу 30 пулемётных команд. Полк первоначально был сформирован как одна большая учебная команда, раз в неделю отправлявшая на фронт маршевую роту, поэтому солдаты полка особенно болезненно относились к возможной отправке на фронт.
18 июня (1 июля) 1917 в Петрограде на Марсовом поле состоялась массовая демонстрация, организованная Съездом Советов. Однако, вопреки ожиданиям организаторов, планировавших провести общеполитическую демонстрацию доверия Временному правительству, акция, в которой участвовало около 500 тыс. чел., прошла под большевистскими лозунгами «Долой десять министров-капиталистов!», «Пора кончать войну!», «Вся власть Советам!», что свидетельствовало о разрыве между настроениями масс столицы и политикой Временного правительства и руководства Советов.
Присоединившаяся к манифестации группа вооружённых анархистов во время митинга совершила налёт на тюрьму «Кресты», освободив шестерых своих сторонников и члена Военной организации РСДРП(б), редактора большевистской «Окопной правды» Ф. П. Хаустова. Воспользовавшись ситуацией, из тюрьмы бежало и около 400 уголовников.
В ответ на это 19 июня (2 июля) 1917 власти очистили дачу Дурново от анархистов. При этом произошло вооружённое столкновение, в результате которого был убит один из лидеров анархистов — Аснин — и ранен другой анархист — матрос Анатолий Железняков. Более 60 рабочих, солдат и матросов были арестованы.
Агитаторы анархистов, не пожелавших «оставлять эту акцию правительства без последствий», направились на предприятия и в казармы и «уже 19-го на заводах Выборгского района начались стачки протеста. Но особый успех призыв к выступлению имел в 1-м Пулемётном полку…».
Первый Пулемётный полк насчитывал 11 340 солдат и около 300 офицеров, что фактически соответствовало численности дивизии. Полк представлял собой самую крупную воинскую часть гарнизона.
Полк дислоцировался на Выборгской стороне среди заводов. В силу многочисленных контактов с петроградскими рабочими полк постоянно подвергался социалистической, большевистской агитации. Кроме того, ставшая штабом анархистов дача Дурново находилась непосредственно вблизи заводов Металлический и Промет, что способствовало распространению в районе анархистской агитации. 21 июня (4 июля) 1917 полковой комитет постановил маршевые роты не отправлять, «пока война не примет революционный характер».
24 июня (7 июля) Первый Всероссийский съезд рабочих и солдатских депутатов завершился. Он лишний раз подтвердил, что большевики по своему влиянию на Советы пока уступают умеренным социалистическим партиям.
Большую активность в гарнизоне Петрограда развила Военная организация РСДРП(б), к июлю склонившая в свою сторону, помимо 1-го Пулемётного полка, также и целый ряд других частей. Как в июле 1917 года выразился французский журналист Клод Анэ, «Ленин и Троцкий царят здесь, как господа».

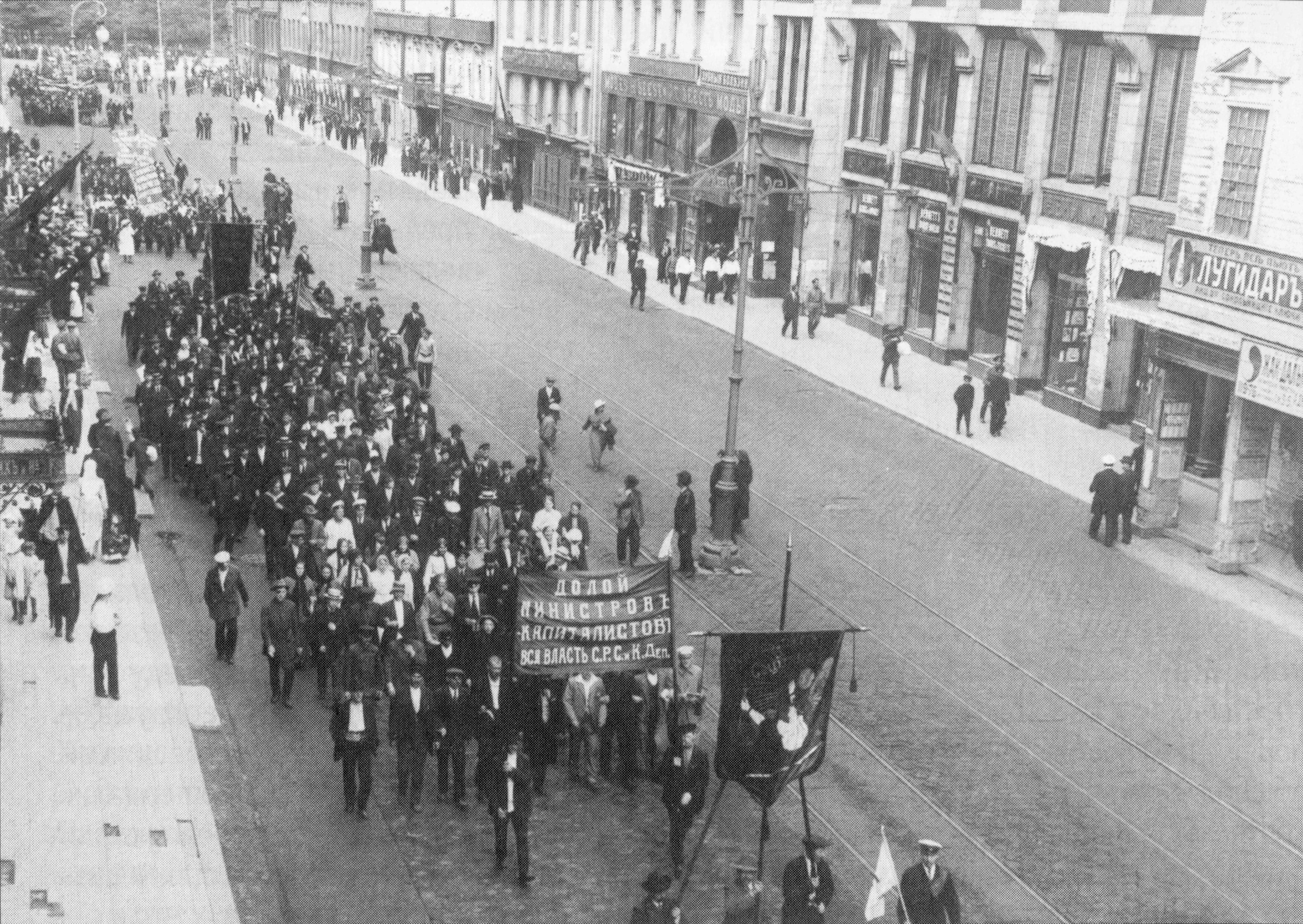
Июльская демонстрация в Петрограде

2 (15) июля, протестуя против заключения делегатами Временного правительства (А. Ф. Керенский, М. И. Терещенко и И. Г. Церетели) соглашения с Украинской центральной радой и опубликования Временным правительством декларации по украинскому вопросу (в которой говорилось о признании Временным правительством Генерального секретариата как высшего распорядительного органа Украины, а также о том, что правительство благосклонно отнесётся к разработке Украинской радой проекта национально-политического статута Украины), в отставку ушли члены правительства — кадеты Д. И. Шаховской, А. А. Мануйлов, А. И. Шингарёв, В. А. Степанов.
2 (15) июля 1917 руководство анархистов-коммунистов, в которое входили И. Блейхман, Н. Павлов, А. Фёдоров, П. Колобушкин, Д. Назимов и другие, решило «утром 3 июля, опираясь на 1-й Пулемётный полк, призвать солдат к восстанию».
Н. Н. Суханов в своих воспоминаниях описывает состояние Петроградского гарнизона непосредственно перед июльскими событиями следующим образом:

…Петроградский гарнизон уже не был боевым материалом. Это был не гарнизон, а полуразложившиеся воинские кадры. И поскольку они не были активно за большевиков, они — за исключением двух-трёх полков — были равнодушны, нейтральны и негодны для активных операций ни на внешнем, ни на внутреннем фронте.
Правящий [эсеро-меньшевистский] советский блок уже выпустил из своих рук солдатские массы; большевики крепко вцепились в некоторые части и час от часу проникали в остальные.

2—3 (15-16) июля в расположении 1-го Пулемётного полка появились анархистские и большевистские[прояснить] агитаторы.
Смысл агитации анархистов был прост: соглашатели «нас продали», большевики оторвались от масс, а посему надо самим брать власть. «Большевистских ораторов, призывавших к спокойствию — писал Н. И. Подвойский — выслушивали очень сочувственно, соглашались с ними, но по их уходу снова поднимали разговор о вооружённом выступлении».

## 3 (16) июля

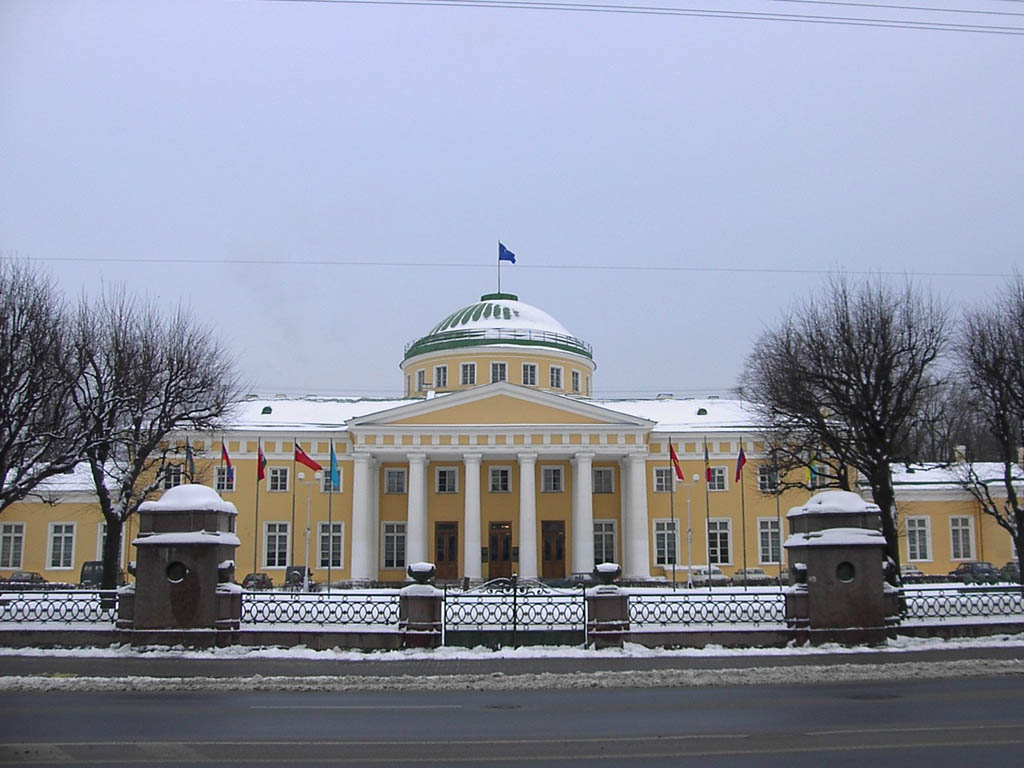
Таврический дворец в Санкт-Петербурге. В июле 1917 года здесь располагался Петроградский совет рабочих и солдатских депутатов

Утром в расположении 1-го Пулемётного полка начался митинг. На нём выступил анархист Блейхман. «Его решение всегда было при нём: надо выходить с оружием в руках. Организация? „Нас организует улица“. Задача? „Свергнуть Временное правительство…“» — писал Л. Д. Троцкий. Выступали также анархисты П. Колобушкин и Н. Павлов.
Информацию о том, что из состава кабинета вышли пять министров (включая В. А. Степанова и Н. В. Некрасова, «который, впрочем, покинув партию кадетов, в правительстве остался») прессе сообщил глава правительства князь Г. Е. Львов днём. Некоторые наблюдатели считали, что последовавшие события были непосредственно связаны с этим распадом правительственной коалиции. Как пишет В. Т. Логинов, из информации о правительственном кризисе рабочие и солдаты сделали свой вывод: прежде в правительстве было 10 «министров-капиталистов», «которые, якобы и являлись причиной всех зол», теперь их осталось только пять — осталось сбросить и их «и — если как следует нажать на „соглашателей“ — власть перейдёт к Советам. Важно лишь не упустить момент. Может быть, столь определённо масса и не формулировала свою задачу, но вновь поднявшаяся революционная волна имела именно такой вектор движения». Указывается также, что июльские события отчасти были обусловлены предшествовавшей им агитаторской деятельностью радикальных большевиков и анархистов.
Согласно Р. Пайпсу, большевики, узнав о начале волнений в воинских частях, предприняли попытку провести через рабочую секцию Петроградского Совета резолюцию о необходимости передачи власти Советам и тем поставить солдатскую секцию, Исполком Совета и Пленум перед свершившимся фактом, произошедшим якобы под непреодолимым давлением масс. Для этого большевики потребовали от Исполкома созыва немедленной чрезвычайной сессии рабочей секции на три часа дня; при этом времени на оповещение меньшевиков и эсеров не оставалось. Большевики же явились на заседание в полном составе, получив таким образом на сессии временное большинство.
Зиновьев, открывая заседание Петроградского Совета, потребовал, чтобы Совет взял в свои руки всю полноту власти. Присутствовавшие меньшевики и эсеры, не соглашаясь с ним, со своей стороны требовали, чтобы большевики помогли остановить выступление 1-го Пулемётного полка. Когда же те, как утверждает Р. Пайпс, отказались выполнить это требование, меньшевики и эсеры покинули заседание, дав своим оппонентам свободу действий. После этого было избрано Бюро рабочей секции, которое сразу одобрило резолюцию, начинавшуюся словами: «Ввиду кризиса власти рабочая секция считает необходимым настаивать на том, чтобы Всер. съезд СРС и К. Деп. взял в свои руки всю власть». Этот призыв означал, как пишет Пайпс, что Временное правительство должно быть свергнуто.
По свидетельству Ф. Ф. Раскольникова, 1-й Пулемётный полк направил своих делегатов в Кронштадт, призывая вооружиться и двинуться на Петроград. По его оценке, прибывшие делегаты находились под влиянием анархистов. В Кронштадте была создана организационная комиссия по руководству демонстрацией, в которую вошли Ф. Ф. Раскольников (большевик), С. С. Гредюшко, С. М. Рошаль (большевик), П. Н. Беляевский (эсер), А. Павлов, А. К. Самоуков, Г. Попуриди (эсер), М. М. Мартынов, А. И. Ремнёв.
В ЦК большевиков информацию о развитии событий получили около 4 часов дня. Члены ЦК высказались против участия в демонстрации, на что впоследствии лидеры большевиков указывали, как на доказательство непричастности к произошедшим событиям. Соответствующее обращение было решено опубликовать в «Правде». Однако, когда о решении ЦК сообщили делегатам пулемётчиков, те заявили, что «лучше выйдут из партии, но не пойдут против постановления полка».
Каменев, дозвонившись до Кронштадта, сказал Раскольникову, что партия не дала санкции на выступление и нужно удержать кронштадтцев. «А как сдержать их? — пишет очевидец. — Кто сдержит катящуюся с вершин Альп лавину?..»
Военный министр Временного правительства Керенский А. Ф. в этот день выехал на фронт, где впоследствии и узнал о событиях в Петрограде.
Выступление пулемётчиков началось около 7 часов вечера.
Около 8 часов вечера начальник контрразведки Петроградского военного округа Б. В. Никитин, по его воспоминаниям, на встрече с секретным агентом, бывавшим в доме Кшесинской, получил сведения, что большевики на следующий день собираются поднять вооружённое восстание. «Большевики, игнорируя Временное правительство, пойдут на Таврический дворец, разгонят ту часть депутатов, которая поддерживает Временное правительство, объявят о передаче верховной власти Советам и составят новое правительство».
Опасаясь надвигающихся событий, Петроградский Совет вечером предложил приехавшему в Совет командующему войсками округа П. А. Половцову перенести свой штаб в Таврический дворец, где располагался Совет, но тот отказался, считая, что в случае опасности Совет легче будет спасти со стороны. Половцов оставил в Совете для связи Б. В. Никитина, в свою очередь попросив назначить дежурство из членов Совета в штабе округа. Половцовым были вызваны к штабу округа и Зимнему дворцу казаки, два эскадрона 9-го запасного кавалерийского полка и гвардейские конные артиллеристы из Павловска. Пехотным частям было приказано оставаться в казармах и быть в боевой готовности.
В 8 часов вечера, по воспоминаниям Подвойского, Первый Пулемётный полк был уже у дворца Кшесинской.
Около 11 часов вечера, когда демонстранты проходили мимо Гостиного двора, впереди раздался взрыв гранаты и началась стрельба. Солдаты открыли ответный огонь. Не обошлось без убитых и раненых.
ЦК и ПК РСДРП(б), Военная организация при ЦК партии, Межрайонный комитет РСДРП приняли решение об участии в вооружённом движении солдат и матросов — «ЦК принял решение — возглавить „мирную, но вооружённую демонстрацию“ с утра 4 июля». Ричард Пайпс, называя время принятия этой резолюции как 23 часа 40 минут 3 июля, привёл её полностью: «Обсудив происходящие сейчас в Петрограде события, заседание находит: создавшийся кризис власти не будет разрешён в интересах народа, если революционный пролетариат и гарнизон твёрдо и определённо немедленно не заявят о том, что они за переход власти к С. Р. и Кр. Деп. С этой целью рекомендуется немедленное выступление рабочих и солдат на улицу для того, чтобы продемонстрировать проявление своей воли». Пайпс квалифицировал эту резолюцию как призыв вооружённой силой свергнуть Временное правительство. Тогда же послали за Лениным, который в это время находился в Финляндии и не знал о начавшихся массовых выступлениях в столице. Из набора «Правды» было изъято обращение ЦК с призывом к сдерживанию масс и на следующее утро газета вышла с белой «дырой» в тексте. Ленин позднее объяснял, что решение принять участие в вооружённой демонстрации было принято исключительно «для того, чтобы придать ему мирный и организованный характер».
К полуночи демонстранты заполнили улицы вокруг Таврического дворца. «Положение скверное — вспоминал член ВЦИК Владимир Войтинский. — Кучка вооружённых людей, человек 200, могла без труда овладеть Таврическим дворцом, разогнать Центральный Исполнительный Комитет и арестовать его членов». Этого, однако, не произошло.

## 4 (17) июля
Около часа ночи с 3 на 4 июля в Таврическом дворце, в комнате большевистской фракции Совета, состоялось совещание членов ЦК, ПК, Военной организации большевиков и Межрайонного комитета РСДРП. Обсуждался вопрос о демонстрации.
К 2 часам ночи к Таврическому дворцу подошло около 30 тысяч рабочих Путиловского завода, а из Кронштадта тогда же позвонил Раскольников и сообщил, что помешать выступлению матросов невозможно, и утром они уже будут в Петрограде.
Утром 4 июля в Кронштадте на Якорной площади собрались матросы и, сев на буксирные и пассажирские пароходы, двинулись в Петроград. Пройдя морским каналом и устьем Невы, матросы высадились на пристани Васильевского острова и Английской набережной. По воспоминаниям Раскольникова, к нему подбежал большевик И. П. Флеровский и сообщил маршрут дальнейшего шествия. «Мы прежде всего должны были идти к дому Кшесинской, где тогда сосредотачивались все наши партийные учреждения».

Расстрел демонстрации на углу Садовой и Невского проспекта 4 июля

Пройдя по университетской набережной, Биржевому мосту, матросы перешли на Петроградскую сторону и, пройдя через Александровский парк, прибыли к большевистскому штабу в особняке Кшесинской. С балкона особняка перед демонстрантами выступали большевистские ораторы, в том числе Свердлов, Луначарский и Ленин (это было его последнее публичное выступление «до победы Октябрьской революции»). Свердлов призывал демонстрантов требовать «изгнания министров-капиталистов из правительства» и передачи власти Советам:199 — 200.
По описанию Суханова Н. Н., утром 4 июля Луначарский заявил ему в здании ВЦИК, что «только что привёл из Кронштадта двадцать тысяч совершенно мирного населения».
В 10 утра прибыл из Ораниенбаума большевизированный 2-й пулемётный полк.
Параллельно анархисты выдвинули лозунги «Долой Временное правительство!», «Безвластие и самоустройство». Итогом стало то, что выступление приняло форму так называемой «вооружённой демонстрации»: никем не управляемая толпа численностью, по разным оценкам, от нескольких десятков до пятисот тысяч (по большевистским источникам) человек двинулась вперёд. Раскольников Ф. Ф. впоследствии заявил на допросе следователю Временного правительства, что оружие было взято демонстрантами «для защиты от контрреволюции».
Вооружённая демонстрация прошла по Троицкому мосту, Садовой улице, Невскому проспекту и Литейному проспекту, двигаясь к Таврическому дворцу. На углу Литейного проспекта и Пантелеймоновской улицы отряд матросов подвергся пулемётному обстрелу из окон одного из домов; трое кронштадтцев были убиты и более 10 ранены. Матросы схватились за винтовки и стали беспорядочно стрелять во все стороны. Произошли также перестрелки с членами правых организаций полувоенного типа: «Военная лига», «Национальный клуб» и т. д. Стычки и перестрелки происходили у Николаевского вокзала, на Садовой улице, на углу Невского проспекта и Садовой, на Знаменской площади, на Обводном канале и др. Историк Ю. Кириенко писал, что начало кровопролития, вероятно, спровоцировали участники правых экстремистских организаций, открывшие стрельбу с крыш и окон домов. С ним не соглашался историк-монархист В. Родионов, который утверждал, что столкновения были спровоцированы большевиками, которые заранее разместили на крышах своих стрелков, начавших пальбу из пулемётов по демонстрантам, причём пострадали как казаки, так и демонстранты. Согласно исследованию историка А. Рабиновича, изучение всего объёма противоречащих друг другу газетных сообщений, документов и воспоминаний позволяет полагать, что, скорее всего, в вооружённом столкновении в равной мере повинны «все — воинственно настроенные демонстранты, провокаторы, правые элементы, а подчас и просто паника и неразбериха»:182.
Всероссийский Центральный Исполнительный Комитет вызвал Волынский полк для защиты Таврического дворца от предполагаемого нападения большевиков.
Матросы во главе с Ф. Ф. Раскольниковым прибыли к Таврическому дворцу. К середине дня площадь перед дворцом заполнилась многотысячной толпой солдат семи полков петроградского гарнизона, кронштадтских матросов, рабочих Путиловского завода и Выборгской стороны, которую в целом не контролировали ни Совет, ни штаб округа, ни большевики.
Очевидец событий, исполняющий должность начальника контрразведки Петроградского военного округа капитан Никитин Б. В. так охарактеризовал происходившее : «Нас окружала тесным поясом лавина в несколько десятков тысяч человек. Большевики действительно постарались нагнать возможно больше народа, но именно такое число участников обрекло их сегодня на неудачу… они потеряли друг друга, сами потерялись в этой чудовищной толпе из бесчисленных голов. Большевики прежде всего завязли. По мере того, как прибывали новые люди, они теряли управление. Уже к полудню было заметно, как рвались цепочки и исчезало оцепление. А во вторую половину дня технические средства управления были окончательно раздавлены массой, что было видно по всем её бестолковым передвижениям».
Дважды за день подверглось нападению здание контрразведки на Воскресенской набережной. В итоге здание было целиком разгромлено, многие досье были уничтожены. Сотрудники разбежались, вернувшись лишь через несколько дней.
В течение дня произошёл целый ряд актов мародёрства в частных квартирах на Литейном проспекте и Жуковской улице, были ограблены магазины Гостиного двора, Апраксина двора, Невского проспекта и Садовой улицы. В ходе событий неизвестными была предпринята неудачная попытка ареста В. Г. Громана, у И. Г. Церетели был угнан автомобиль.
Петропавловская крепость во время событий была фактически захвачена анархистской 16-й ротой 1-го Пулемётного полка.
Демонстранты выделили 5 делегатов для переговоров с ВЦИК. Рабочие требовали, чтобы он немедленно взял всю власть в свои руки, тем более что Временное правительство фактически распалось. Лидеры меньшевиков и эсеров пообещали через 2 недели созвать новый Всероссийский Съезд Советов и, если не будет иного выхода, передать всю власть ему.
Основные переговоры между большевиками и меньшевистско-эсеровским ВЦИК во время июльских событий шли через Сталина, который тогда имел среди меньшевиков репутацию «умеренного». Этим объясняется и то, что Сталин не попал в список большевиков, подлежавших аресту, хотя он и входил в ЦК РСДРП(б). Кроме того, председатель исполкома Петросовета Н. С. Чхеидзе был, так же как и Сталин, грузином, что облегчало им общение.

### Захват Чернова
Зашедшая в Таврический дворец группа людей искала министра юстиции П. Н. Переверзева, но вместо него забрала министра земледелия В. М. Чернова.

Отдельные группы наглеют всё больше и больше. Вот одна из них врывается, ищет Переверзева, но, схватив по ошибке министра земледелия Чернова, вытаскивает его наружу, успев при захвате его изрядно помять и разорвать костюм. Чернов уверяет, что он не Переверзев и начинает объяснять преимущества своей земельной программы, а попутно сообщает, что министры-кадеты уже ушли и правительству не нужны. Из толпы несутся всевозможные крики и упрёки, вроде требования сейчас же раздать землю народу. Чернова подхватывают и волокут к автомобилю.
Члены ВЦИК Д. Б. Рязанов и Ю. М. Стеклов пробовали образумить матросов, окруживших Чернова, но подверглись оскорблениям, получив ряд увесистых пинков. Затем подошли другие участники заседания, которых кронштадтские матросы отталкивали уже прикладами. Чернова посадили в автомобиль, порвав при этом пиджак и заявили, что не отпустят, «пока Совет не возьмёт власть». По свидетельству очевидцев, неизвестный рабочий, поднеся к лицу министра кулак, заорал: «ну бери власть, коли дают!»

Вождь эсеровской партии не мог скрыть своего страха перед толпой, у него дрожали руки, смертельная бледность покрывала его перекошенное лицо, седеющие волосы были растрёпаны.
Благодаря вмешательству Троцкого, выступившего с речью перед толпой, Чернов был освобождён. Толпа с недовольным видом расступилась; Троцкий, схватив Чернова за рукав, быстро увёл его. Также успокоить толпу попытался, но безуспешно, Раскольников.
Действиям Троцкого в эти дни была присуща значительная дерзость: он один выступил перед толпой практически никем не контролируемых кронштадтских матросов, к тому времени уже ограбивших в Петрограде до трёхсот «буржуев» и отбил у них Чернова. В своей речи Троцкий заявил: «Товарищи кронштадтцы, краса и гордость русской революции! Я убеждён, что никто не омрачит нашего сегодняшнего праздника, нашего торжественного смотра сил революции, ненужными арестами. Кто тут за насилие, пусть поднимет руку!»
По мнению Троцкого, Чернов был арестован «десятком субъектов полууголовного, провокаторского типа». Версия Троцкого, однако, опровергается большевиком Раскольниковым, который подтверждает, что Чернов был арестован пробольшевистскими кронштадтскими матросами:

Впоследствии в «Крестах» тов. Троцкий показал мне одного уголовного матроса, запомнившегося ему как участника ареста Чернова и видел в этом подтверждение своей версии о том, что арест был произведён десятком субъектов полууголовного, полупровокаторского типа. Однако я категорически считаю попытку ареста Чернова отнюдь не результатом провокации, а стихийным поступком самих кронштадтских массовиков, в глазах которых министр земледелия и вождь партии эсеров Чернов, как саботажник земельной проблемы, являлся худшим типом врагов народа и революции.
По мнению капитана Б. В. Никитина, во время событий исполнявшего должность начальника контрразведки Петроградского военного округа, схвативший Чернова матрос «был обыкновенный уголовный преступник, который уже раньше сидел в Крестах за кражу».

### Паника и бегство толпы
Узнав по телефону об аресте Чернова и насилиях моряков в Таврическом дворце, командующий войсками военного округа П. А. Половцов решил, что пора перейти к активным действиям, выступив в роли спасителя Совета. Половцов приказал полковнику конноартиллерийского полка Ребиндеру с двумя орудиями и под прикрытием сотни казаков 1-го Донского полка двинуться на рысях по набережной и по Шпалерной к Таврическому дворцу и после краткого предупреждения, или даже без него, открыть огонь по толпе, собравшейся перед Таврическим дворцом.
Ребиндер, достигнув пересечения Шпалерной с Литейным проспектом, был обстрелян с двух сторон. На Литейном мосту ему противостоял десяток каких-то личностей в арестантских халатах с пулемётом. Ребиндер снялся с передков и открыл ответный огонь. Один снаряд разорвался у Петропавловской крепости, другим был разогнан митинг у Михайловского артиллерийского училища, а третий попал в самую середину тех, кто в тот момент окружил отставшее первое орудие отряда Ребиндера. Восемь человек полегли на месте, а остальные разбежались.
По воспоминаниям П. А. Половцова, толпа у Таврического дворца, услышав близкий артиллерийский огонь, панически разбежалась во все стороны. Во время перестрелки было убито 6 казаков, 4 конноартиллериста, было много раненых и было убито много лошадей.
По воспоминаниям же Б. Н. Никитина, находившегося в Таврическом дворце, донским казакам в районе Литейного моста противостояли большевизированные солдаты 1-го Запасного полка, а пулемёт на Литейном мосту был поставлен солдатами Финляндского полка. Заслугу в том, что, попав под пулемётный огонь, артиллеристы смогли ответить огнём из одного орудия (другое было захвачено восставшими), Никитин отдаёт добровольцу Конной артиллерии штабс-капитану Цагурия, приехавшему в Петроград с Кавказа в командировку и вызвавшемуся идти с отрядом. Цагурия не растерялся, в одиночку (так как конные казаки, попав под пулемётный огонь, бросились врассыпную по соседним улицам) смог сняться с передка, развернуть орудие и дать первый выстрел, обескураживший противника. Последовавшая же паника среди толпы, окружавшей Таврический дворец, возникла не из-за артиллерийских выстрелов отряда Ребиндера, а из-за беспорядочных винтовочных выстрелов из самой толпы по дворцу, в результате которых были ранены люди в первых рядах возле дворца.

## 5 (18) июля
Милиция в июльские дни большевистского выступления оказалась несостоятельной и не способной обеспечить порядок на улицах столицы. В ночь с 4 на 5 июля ВЦИК объявил военное положение.
Ночью и утром 5 июля часть матросов вернулась в Кронштадт.
С рассвета сводные отряды георгиевских кавалеров и юнкеров начали аресты большевистских боевых отрядов.
К утру 5(18) июля остатки разбитых большевиков собрались у особняка Кшесинской и заняли северный конец Троицкого моста. Часть кронштадтских матросов, в числе нескольких сот, укрылась в Петропавловской крепости. Против них был двинут отряд под руководством заместителя командующего войсками петроградского военного округа капитана-революционера А. И. Кузьмина. Правительственными войсками без боя был занят Троицкий мост.
Утром 5 июля юнкерами занята редакция и типография газеты «Правда», которую буквально несколькими минутами ранее покинул Ленин. Юнкера обыскали здание, избив при этом нескольких сотрудников, поломав мебель и выкинув в Мойку свежеотпечатанные газеты. Как впоследствии утверждала «Петроградская газета», при обыске было обнаружено неизвестное письмо на немецком языке.
Сталин возобновил свои переговоры с эсеро-меньшевистским ВЦИК, однако, по его мнению, «ЦИК ни одного своего обязательства не выполнил».

## 6 (19) июля
В столицу начинают прибывать вызванные с фронта войска. Утром прибыли самокатчики, бронедивизион и эскадрон малороссийских драгун.
Суханов сообщает, что переговоры с Петропавловской крепостью также пытались вести Каменев Л. Б. и меньшевик Либер, однако по недоразумению Каменев был на какое-то время самовольно арестован солдатами, также был арестован и Либер, которого приняли за Зиновьева.
После переговоров, которые от лица ЦК РСДРП(б) вёл Сталин, сдались солдаты и матросы в Петропавловской крепости, решившие не делать из себя «мучеников революции». Они были разоружены и отправлены в Кронштадт.

Временным Правительством была создана особая следственная комиссия для расследования восстания и привлечения виновных к ответственности. Согласно приказу Временного правительства, аресту подлежали: Ленин, Луначарский, Зиновьев, Коллонтай, Козловский, Семашко, Парвус, Ганецкий, Суменсон (двоюродная сестра Ганецкого Суменсон Евгения Маврикиевна), Раскольников, Рошаль.

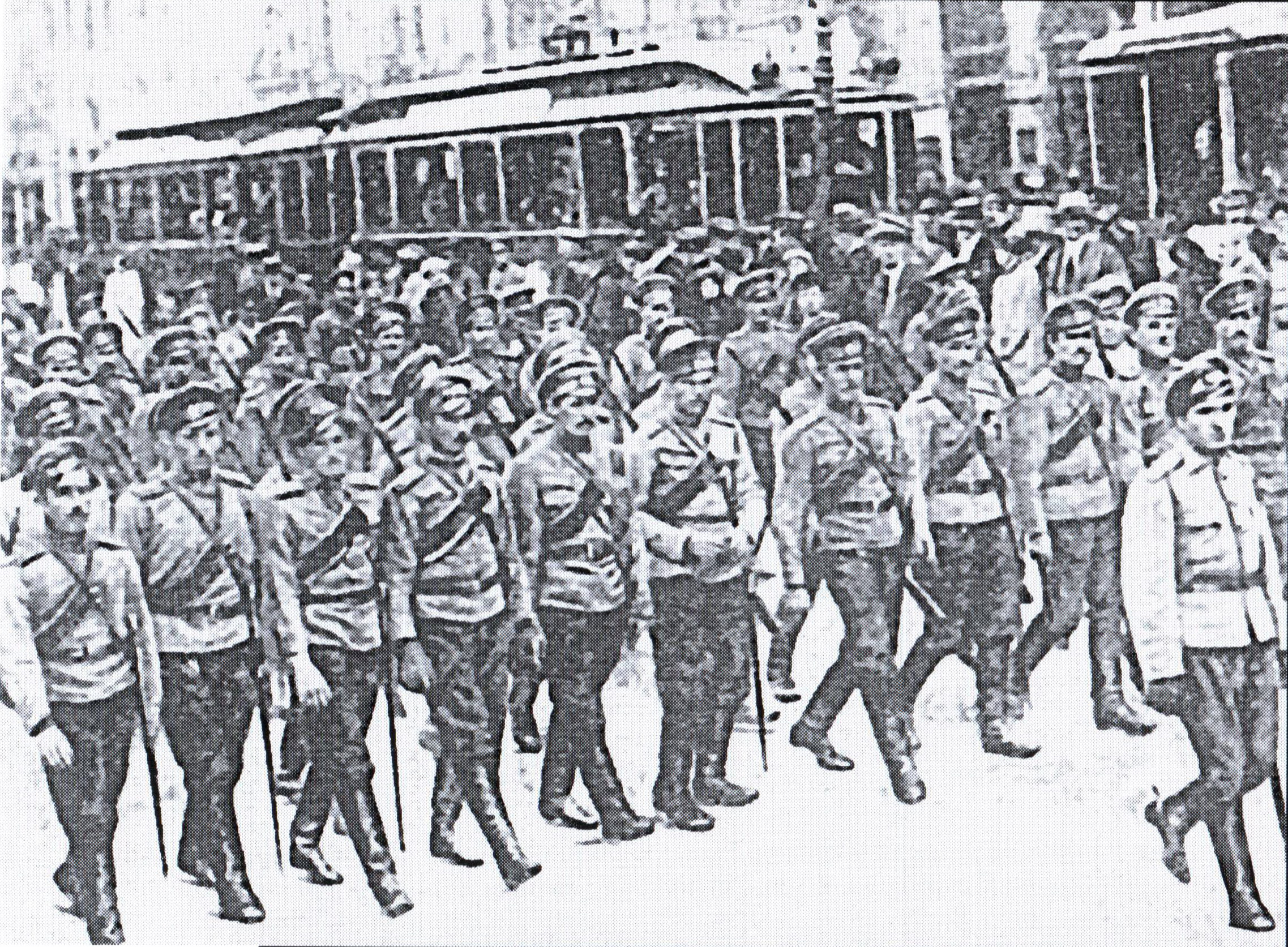
Казачьи части, участвовавшие в подавлении восстания.

Сводный отряд Кузьмина приготовился штурмовать при поддержке тяжёлой артиллерии особняк Кшесинской, однако большевики решили не защищать его. Были арестованы семь большевиков, среди которых был охранник В. И. Ленина — Василий Васильев, которые всё ещё занимались эвакуацией партийных документов:232.
Вечером в Петроград прибыл с фронта отряд, направленный Керенским, в составе пехотной бригады, кавалерийской дивизии и батальона самокатчиков. Во главе отряда Керенским был поставлен некий прапорщик Г. П. Мазуренко (меньшевик, член ВЦИК) с полковником Параделовым в роли начальника штаба. Прибывшие с фронта силы насчитывали, впрочем, всего 10 тысяч человек, значительно уступая в численности Петроградскому гарнизону. Тогда же в столицу прибыл с фронта Керенский А. Ф. Перед прибытием он телеграммой приказал Половцову устроить ему торжественную встречу, выстроив войска вдоль всего пути Керенского от вокзала до места нахождения правительства, однако Временное правительство под давлением Совета отменило эту торжественную встречу. По пути в Петроград вагон с Керенским был частично разрушен взрывом гранаты («бомбы»).

## 7 (20) июля
Агрессивно настроенные военные попытались разгромить дом Ю. М. Стеклова (Нахамкиса), который в то время был меньшевиком и не имел никакого отношения к июльскому выступлению, однако прославился громкими и агрессивными обличениями «контрреволюционеров», в первую очередь — офицеров.
Был вынужден уйти в отставку министр юстиции Переверзев, а затем ушёл в отставку и председатель Временного правительства Львов.
Газета «Живое слово» успела сообщить о том, что Ленин якобы арестован в особняке Кшесинской, а «Петроградская газета» даже сообщила «подробности», что якобы солдатами Волынского полка был пойман Ленин, выдававший себя за матроса.
Был проведён обыск на квартире сестры Ленина Елизаровой, где жила Крупская.

## Последующие события
8 июля Петроградская городская дума опубликовала постановление против «безответственных агитаторов, возлагающих всю вину за бедствия, переносимые страной, на евреев, буржуазию, рабочих и внушающих крайне опасные мысли восставшим массам».

9 июля юнкера разгромили большевистские штабы в Литейном и Петроградском районах. В ходе событий казачьим патрулём был убит на Шпалерной улице корреспондент «Правды»  И. А. Воинов, а Суменсон была избита солдатами гвардейской конной артиллерии в Павловске.

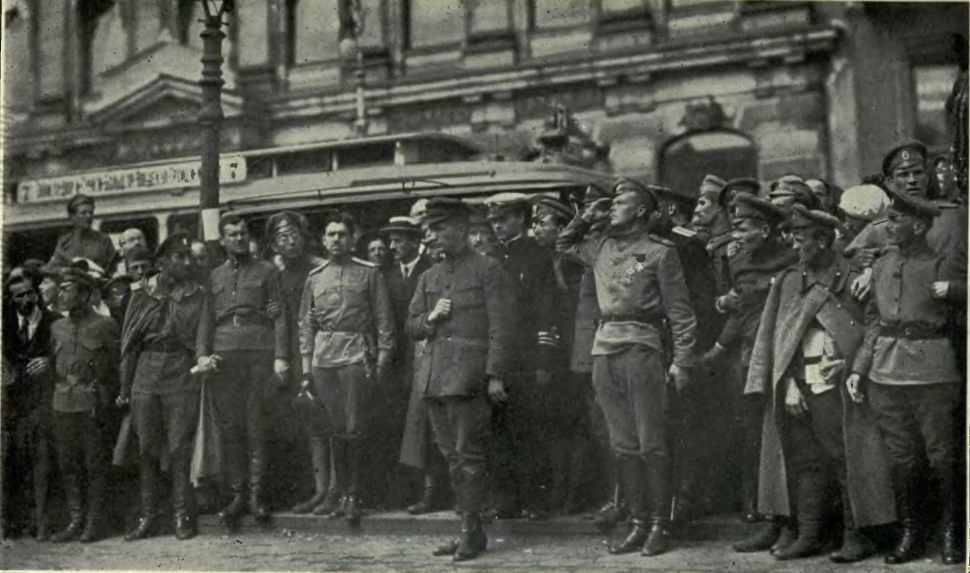
А. Ф. Керенский участвует в торжественных похоронах жертв Июльского мятежа

В тот же день Ленин, сменив к этому времени пять конспиративных квартир, вместе с Зиновьевым бежал в посёлок Разлив (Сестрорецкий район Петроградской губернии), где на первое время укрылся в сарае рабочего Н. А. Емельянова  После своего бегства Ленин передал  Л. Б. Каменеву записку с просьбой издать работу «Государство и революция» в случае своей гибели.
По некоторым источникам, приказ об аресте Ленина подписал будущий Прокурор СССР  А. Я. Вышинский, бывший в 1917 году меньшевиком. По воспоминаниям генерала Половцова, «Офицер, отправляющийся в Териоки с надеждой поймать Ленина, меня спрашивает, желаю ли я получить этого господина в цельном виде или разобранном?», на что генерал Половцов, по его словам, «с усмешкой» отвечает, что «арестованные часто делают попытки к побегу».
Через несколько дней после начала июльского выступления большевиков против Временного правительства началось немецко-австрийское контрнаступление на фронте. В столицу известия о катастрофе на фронте дошли в ночь с 9 на 10 июля. Согласно некоторым авторам, «не вызывает сомнения» наличие связи между германской разведкой и членами РСДРП(б) в период, когда «большевики организовали демонстрации» в столице под лозунгами немедленной отставки Временного правительства и переговоров с Германией о заключении мира после тяжёлого поражения Русской армии на фронте.
В результате правительственного кризиса 10 (23) июля 1917 было сформировано второе коалиционное правительство, возглавлявшееся Керенским, который при этом сохранил посты военного и морского министров. Состав правительства был преимущественно социалистическим, в него вошли эсеры, меньшевики и радикальные демократы. Временное правительство перебралось из Мариинского дворца в Зимний. Юнкера арестовали Стеклова на даче Бонч-Бруевича и освободили только после вмешательства Керенского. По выражению Петросовета, «какие-то банды ломятся на квартиру Нахамкеса? Мы посылаем на его защиту три броневика».
В ходе событий меньшевик Марк Либер был ошибочно арестован солдатами, принявшими его за Зиновьева, а представитель трудовиков во ВЦИК П. Е. Дыбенко был избит юнкерами и на 45 дней заключён в «Кресты» за призыв не считать Ленина германским агентом, пока это не будет доказано судом. Репрессии также распространились и на Центробалт. Он был разогнан Временным правительством.
Коллонтай на момент начала событий находилась в Стокгольме и поспешила вернуться в Россию. 13 июля она была арестована на станции Торнео на шведско-финской границе.
14 июля «Петроградская газета» поместила информацию о том, что Ленин якобы бежал в Кронштадт.
В субботу 15 июля, во время торжественных похорон донских казаков, погибших во время событий, уже стал заметен крен российского общественного мнения вправо. Газета «Речь» с удовлетворением отметила, что общественность проявила явную симпатию к убитым казакам, а за всё время похорон ни разу не играли «Марсельезу». «Газета-копейка» «обнаружила» Ленина в Стокгольме, а «Биржевые ведомости» — даже в Германии.
В середине июля министр внутренних дел в очередном указе признал, что милиция оказалась «не на высоте положения».
18 июля неожиданно «вернулся к жизни» Временный комитет Государственной думы, сыгравший ключевую роль в событиях Февральской революции, но с тех пор никакой активности не проявлявший. На заседании Временного комитета выступили правомонархические депутаты Масленников А. М. и В. М. Пуришкевич , которые резко обрушились как на большевиков, так и вообще на всех социалистов и систему Советов. Активизировались также несколько правых организаций, в первую очередь группа «Святая Россия».
26 июля (8 августа) в Петрограде полулегально открылся VI съезд РСДРП(б). Сталин на заседании ЦК прокомментировал положение Ленина словами: «юнкера до тюрьмы не довезут, убьют по дороге».

## Последствия

Торжественные похороны в Александро-Невской лавре казаков-донцов, погибших на улицах Петрограда 3—5 июля 1917 года

Британский посол в Петрограде Дж. Бьюкенен. В начале 1917 года поддерживал лозунги «ответственного министерства» и перехода к конституционной монархии. 17 апреля в беседе с Милюковым настаивал на аресте Ленина. В июне активно поддерживал наступление на фронте. В июле осудил большевистское выступление, в августе поддержал выступление Корнилова. В октябре выразил негативное отношение к большевистскому вооружённому восстанию, 23 октября потребовал немедленного ареста Троцкого. Деятельность Бьюкенена породила по крайней мере две теории заговора: первая, что он якобы организовал Февральскую революцию, с целью повысить боеготовность России, и вторая, что он якобы активно содействовал Корнилову из тех же соображений. В своём дневнике Бьюкенен записал: «хотя все мои симпатии были на стороне Корнилова, однако я всё время старался изо всех сил бороться с идеей воен. переворота»

Июльские события на какое-то время фактически привели к сворачиванию режима «двоевластия»: благодаря своим жёстким методам в июле Временному правительству удалось на несколько месяцев оттеснить Петросовет. По итогам политического кризиса подал в отставку глава первого состава Временного правительства князь Львов Г. Е. Его место занял военный министр Керенский А. Ф., влияние которого, таким образом, значительно усилилось. Эсеро-меньшевистский Петросовет признал новый состав Временного правительства «правительством спасения революции».
В результате подавления большевистского выступления в июле произошёл резкий крен российского общественного мнения вправо, вплоть до неприязни к Советам, и вообще ко всем социалистам, включая умеренных эсеров и меньшевиков. Однако Временному правительству, одержав временную политическую победу над большевиками, так и не удалось исправить стремительно ухудшающееся экономическое положение. За восемь месяцев нахождения у власти Временного правительства рубль обесценился примерно во столько же раз, во сколько и за предыдущие два с половиной года тяжёлой войны. Частые перебои в снабжении заводов провоцировали их закрытия и забастовки; не сумело правительство справиться и с массовыми самозахватами крестьянами земли.
Результатом стала стремительная радикализация общественного мнения, которое всё сильнее поляризовалось, и отвергало умеренные альтернативы, склоняясь либо к идее диктатуры военных, либо к большевикам. После июльских событий и вплоть до подавления Корниловского выступления в обществе начали доминировать правые, «нельзя даже говорить об изменении, впечатление столь сильно, как будто перенёсся в какой-то другой город и очутился среди других людей и настроений». Августовское Московское государственное совещание, задуманное Керенским как форум для примирения всех российских политических сил, на деле превратилось в трибуну правых, в первую очередь генералов Каледина и Корнилова.
После волнений большевики вынуждены были перейти на нелегальное положение. Ф. Ф. Раскольников вспоминал: «Оказалось, что на каждом перекрёстке только и слышно, как ругают большевиков. Одним словом, открыто выдавать себя на улице за члена нашей партии было небезопасно». Начались стихийные аресты большевиков солдатами Петроградского гарнизона, всякий старался поймать большевика, ставшего в народном представлении германским наймитом.
Основатель российского марксизма Плеханов Г. В., в своей газете «Единство» заявил: «Беспорядки на улицах столицы русского государства, очевидно, были составной частью плана, выработанного внешним врагом России в целях её разгрома. Энергичное подавление этих беспорядков должно поэтому с своей стороны явиться составною частью плана русской национальной самозащиты… Революция должна решительно, немедленно и беспощадно давить все то, что загораживает ей дорогу».
Официальный печатный орган ВЦИК, газета «Известия», отметила:
| Чего же добились демонстранты…? …Они добились гибели четырёхсот рабочих, солдат, матросов, женщин и детей… Они добились разгрома и ограбления ряда частных квартир, магазинов… Они добились ослабления нашего на фронтах… В дни 3—4 июля революции был нанесён страшный удар. |

Было запрещено распространение в действующей армии большевистских газет «Правда», «Солдатская правда» и «Окопная правда». Ряд большевистских газет вскоре снова начали выходить под другими названиями: «Правда» переименовалась в «Рабочий и солдат», «Голос правды» (Кронштадт) в «Пролетарское дело», «Утро правды» (Таллин) в «Звезда», «Прибой» (Гельсингфорс) в «Волна», «Борьба» (Царицын) в «Листок борьбы».
Бо́льшая часть Первого пулемётного полка была расформирована или отправлена на фронт, полковой комитет арестован. При этом часть солдат дезертировали, захватив с собой 30 пулемётов.
Красная гвардия была практически полностью разоружена.
Вместе с тем ряд большевизированных частей Петроградского гарнизона избежали разоружения, заявив о своей поддержке Временного правительства.
В то же время Петросовет фактически проигнорировал обвинения Ленина в государственной измене, а эсеро-меньшевистский ВЦИК назвал большевиков «заблуждающимися, но честными борцами». Меньшевик Дан заявил, что «сегодня изобличён большевистский комитет, завтра под подозрение возьмут Совет Рабочих Депутатов, а там и война с революцией будет объявлена священной».
Разработанная большевиками во время попытки июльского восстания схема захвата «важнейших пунктов» Петрограда, найденная позднее при обыске штаб-квартиры большевиков — особняка Кшесинской, была использована при занятии главных учреждений столицы во время удавшегося восстания в Октябре 1917 года.

## Предполагаемый «триумвират»
Н. Н. Суханов в своей фундаментальной работе «Записки о революции» сообщил, что А. В. Луначарский предположительно лично сказал ему, что целью июльских событий было установление большевистского советского правительства во главе с «триумвиратом» Ленин — Троцкий — Луначарский. Как Троцкий, так и сам Луначарский впоследствии опровергли это утверждение Суханова.

## Обвинения против большевиков и следствие

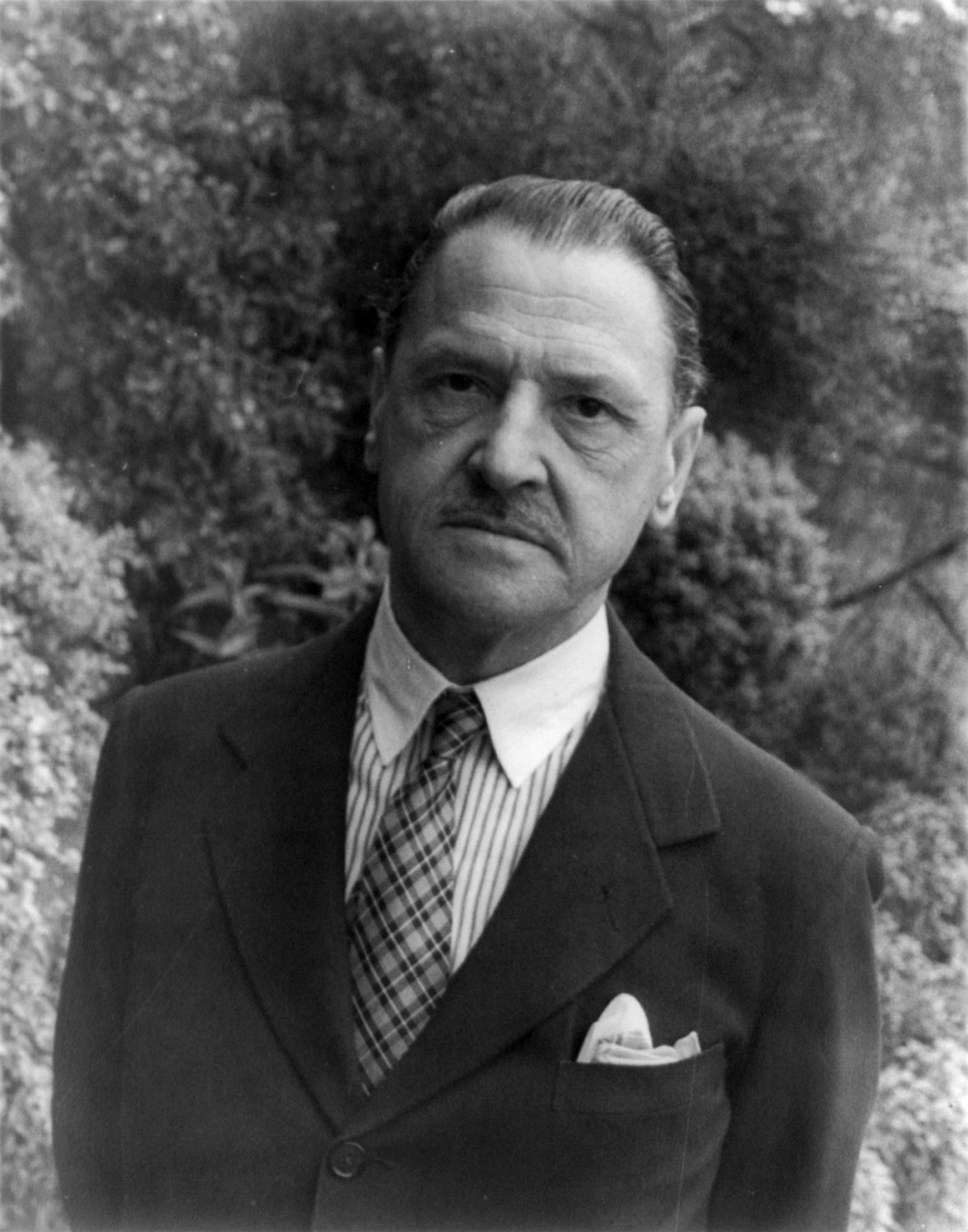
Британский писатель и тайный агент Сомерсет Моэм, выполнявший секретные задания MI5 в Женеве и Петрограде. В своих мемуарах пишет о том, что прибыл в Петроград в августе 1917 года с целью «предотвратить большевистскую революцию и выход России из войны», однако его миссия потерпела поражение — Моэм сумел выйти только на Бориса Савинкова.

В ходе событий Временное правительство фактически обвинило большевиков в связях с германскими спецслужбами. Во время уже начавшихся беспорядков Сталин обратился в Исполком Петросовета с требованием «пресечь распространение клеветнической информации», но благодаря активным действиям министра юстиции Временного правительства Переверзева в газете «Живое слово» всё же появляется статья «Ленин, Ганецкий и К0 — шпионы», копии из которой расклеиваются по всему городу.
Комментируя обвинения Ленина в финансировании со стороны немцев, американский историк Адам Улам отметил:
| Сейчас нет сомнения — как это можно видеть на основе соответствующих документов — что суть обвинений была верной, но не их интерпретация. Ленин брал деньги у немцев, как он взял бы их для революции где угодно, включая Российский Двор Его Императорского Величества, но он не был «немецким агентом». |

Глава французской военной миссии в России генерал Ниссель в своём докладе французскому правительству от 11 декабря 1917 года охарактеризовал Ленина следующим образом: «Всегда полностью поглощён тем, чтобы быть „самым левым“ в мире…фанатик, мало озабоченный средствами, которыми он достигает своей цели: мировой социальной революции».
Опубликованные в газете «Живое слово» данные имели очень сомнительную достоверность и основывались на показаниях перебежчика, прапорщика Ермоленко С. Д., опубликованных при содействии скандального политика Алексинского Г. А., социал-демократа, колебавшегося между большевиками, меньшевиками и социал-демократической фракцией «Единство» Плеханова. Сами эти показания были противоречивы, Ермоленко путался в датах, и, кроме того, его личность вызывала недоверие, так как он сам служил в контрразведке, откуда был уволен за неблаговидные поступки. Сама газета «Живое слово» при этом имела репутацию бульварной газеты самого низкого пошиба.
Троцкий так прокомментировал показания прапорщика Ермоленко:
| Теперь мы, по крайней мере, знаем, как поступал немецкий генеральный штаб в отношении шпионов. Когда он находил безвестного и малограмотного прапорщика в качестве кандидата в шпионы, он, вместо того чтоб поручить его наблюдению поручика из немецкой разведки, связывал его с «руководящими немецкими деятелями», тут же сообщал ему всю систему германской агентуры и перечислял ему даже банки — не один банк, а все банки, через которые идут тайные немецкие фонды. Как угодно, но нельзя отделаться от впечатления, что немецкий штаб действовал до последней степени глупо. |

Не менее негативно Троцкий отозвался о Алексинском Г. А., которому впоследствии был приписан «троцкизм». Сам же Троцкий описывает Алексинского в выражениях вроде: «клеймённый клеветник», «профессионал клеветы», «неофициальный чиновник особых (то есть особо гнусных) поручений при контрразведке» и так далее.
Тем не менее, эти сообщения повлияли на колеблющихся солдат. По утверждению Церетели, Ленину «пришлось просить защиты у Исполкома»; Троцкий сообщает, что Ленин заявил ему, что «теперь они нас перестреляют, самый подходящий для них момент».

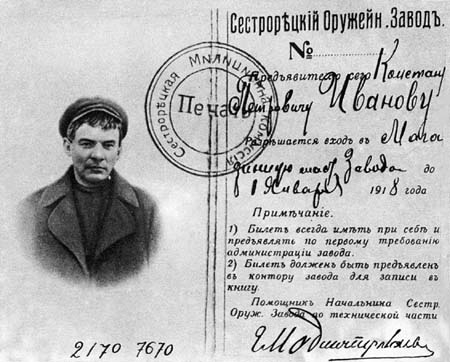
Поддельный документ на имя рабочего К. П. Иванова с фотографией Ленина, оформленный в августе 1917 года в целях конспирации

Через несколько дней была предпринята неудачная попытка арестовать Каменева. Всего арестовано около 800 большевиков, разогнана редакция газеты «Правда» и штаб большевиков в особняке Кшесинской. После разгрома «Правды» большевики какое-то время пытались выпускать газету под названием «Листок правды».
Среди всех арестов особняком стоял арест Троцкого, на тот момент формально ещё не вошедшего в состав РСДРП(б). В знак своей солидарности с большевиками Троцкий сам требует себя арестовать, после чего оказывается в «Крестах». Троцкий стал одним из немногих не-большевиков, выступивших в их защиту; непосредственно перед арестом он обсуждал перспективы своего выступления в качестве адвоката Раскольникова.
Немалых трудов стоил правительству также арест кронштадтских лидеров. Захвативший власть в городе Кронштадтский совет в ответ на требование Керенского о выдаче «контрреволюционных подстрекателей» заявил, что о таковых «ничего не известно». После получения конкретных требований о выдаче Раскольникова, Рошаля и Афанасия Ремнёва Совет наотрез отказался сотрудничать с Временным правительством, и лишь после угрозы подвергнуть Кронштадт блокаде и бомбардировке Раскольников сдался властям. Вскоре в знак солидарности сдался и Рошаль.

## Оценка событий в исторической науке

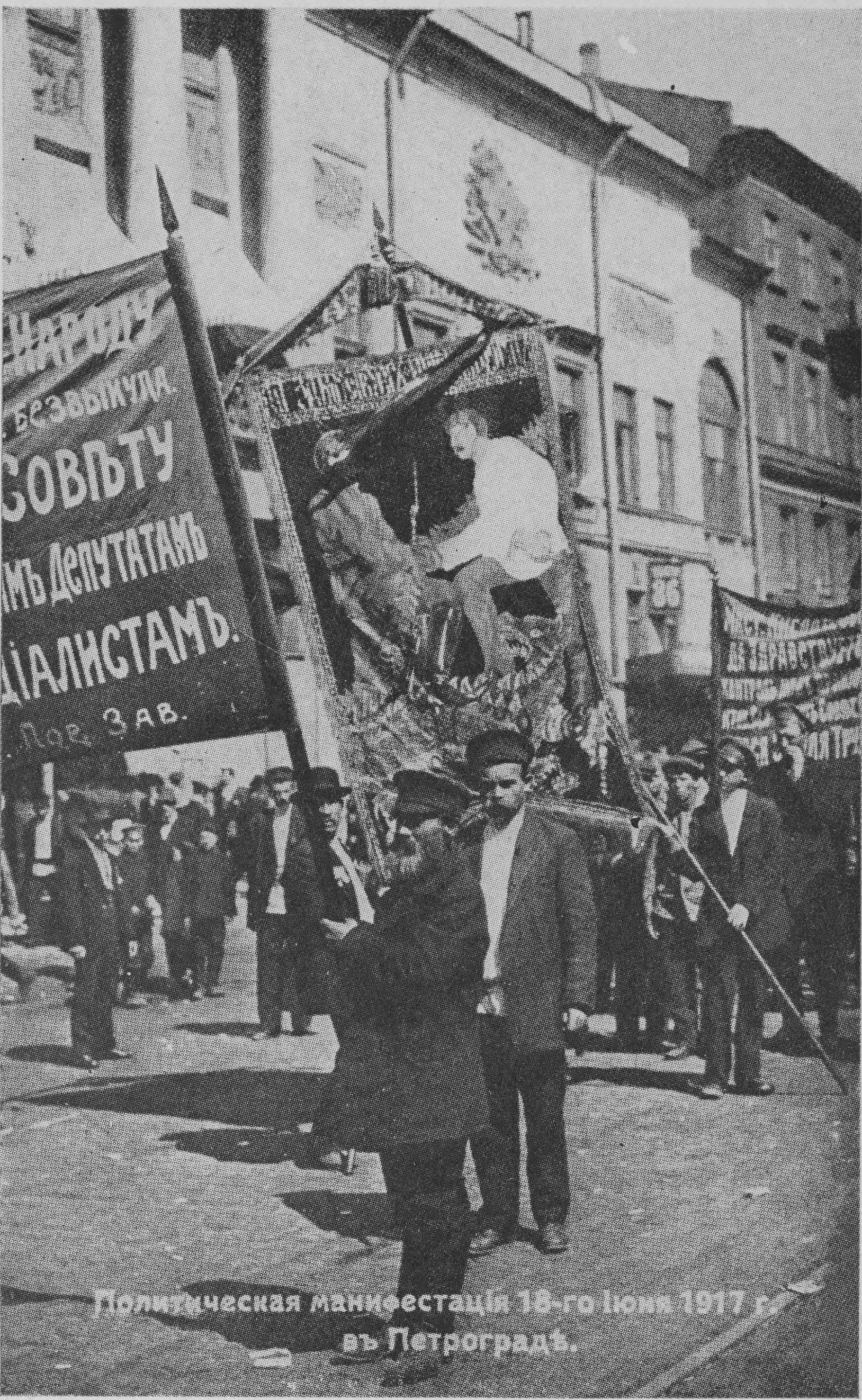
Политическая манифестация 18 июня в Петрограде

Историки по-разному именовали произошедшее: вооружённая демонстрация, июльское выступление', июльский мятеж, июльская репетиция, июльский путч.
Историки по-разному оценивают июльские события. Так, например, С. П. Мельгунов и К. М. Александров назвали их первой попыткой большевиков установить свою власть в стране. Ричард Пайпс и С. В. Кульчицкий называли июльские события очередной попыткой взятия Лениным власти с помощью уличных демонстраций, которые, согласно намерениям Ленина, привели бы к передаче власти Советам, а потом и его партии. При этом, по мнению Пайпса, последний шаг — насильственные действия по осуществлению государственного переворота, включая арест членов ВЦИК и Временного правительства — не был сделан из-за нерешительности Ленина, а не из-за недостаточной подготовленности большевиков. По мнению к.и.н. В. Родионова, целью демонстраций был взятие власти большевиками к открытию намеченного на 26 июля VI съезда РСДРП(б). Эту цель, считает он, предполагалось реализовать, используя части Петроградского гарнизона и дружины из рабочих, оказывая на Временное правительство в течение всего июля ежедневное давление. По мнению С. П. Мельгунова и Р. Пайпса, события 3—5 июля были восстанием большевиков, намеренно прикрывавшемся организаторами мимикрией, которая готовилась ими и позднее — в Октябре 1917 — как путь для отступления в случае неудачи авантюры: «большевики вынуждены-де были вмешиваться в стихийное движение, чтобы придать ему организованные формы». Историк О. В. Будницкий оценивал их как попытку большевиков осуществить государственный переворот. В. А. Шестаков — как попытку большевиков «навязать с оружием в руках свои лозунги Советам». М. Я. Геллер говорил о том, что Ленин в июле стремился к взятию власти; в то же время он привёл высказывание Ленина о том, что «сейчас брать власть нельзя; сейчас не выйдет, потому что фронтовики ещё не все наши», и отметил, что это высказывание верно передавало отношение Ленина к происходящему.
Ряд других историков трактовали июльские события иначе, не находя в действиях большевиков попытки государственного переворота, и, тем более, попытки установить свою власть (поскольку целью даже радикальных большевиков, которые не были поддержаны Лениным и ЦК партии — как полагал А. Рабинович — было не взятие власти, а её переход от Временного правительства к Советам, в которых большевики в то время составляли меньшинство). В. Т. Логинов приводил следующее высказывание Ленина: чтобы удовлетворить требования народа, «надо быть властью в государстве. Станьте ей, господа теперешние вожди Совета, — мы за это, хотя вы наши противники…». При этом «большевики никогда не ставили перед рабочими и солдатами вопрос о захвате власти без Советов и против их желания», — отмечал А. Рабинович.
Историк Ричард Пайпс утверждал, что ни об одном из событий русской революции 1917 года не было написано столько лжи, как об июльских днях, и всё, по его мнению, из-за того, что восстание явилось самым большим просчётом Ленина, который чуть было не привёл к уничтожению большевистской партии, что всячески затушёвывалось соратниками Ленина и последующими советскими историками.